# 秋水美术馆
秋水美术馆（英語：Shusui Museum of Art）是是一座位于日本的收藏日本刀的博物馆。

## 历史
2016年6月11日建成开馆，原名是森纪念秋水美术馆，由日本美术刀剑保存协会富山县支部长建立，现任馆长是浅地丰。2020年5月21日变更为现在名字。是日本博物馆协会和富山县博物馆协会会员。

## 交通
- 富山地方铁道富山轨道线

## 营业时间
- 周二至周日：上午十点至下午六点
- 周一闭馆